# اسکوپین
شهر اسکوپین (به روسی: Скопин) در کشور روسیه و در اوبلاست ریازان واقع شده‌است.